# Hưng Tổ miếu (Hoàng thành Huế)
Hưng miếu (興廟) hay Hưng Tổ miếu (興祖廟, Hưng nghĩa là khởi nghiệp, nghĩa khác là thịnh vượng) là ngôi miếu thờ Thế tử Nguyễn Phúc Luân (hay Nguyễn Phúc Côn) và bà Nguyễn Thị Hoàn - song thân của vua Gia Long, vị trí ở tây nam Hoàng thành (cách Thế miếu chừng 50 mét về phía Bắc), thành phố Huế. Ngôi miếu hiện được dùng để thờ.

## Lịch sử
Nguyễn Phúc Luân, đáng lẽ sẽ là người lên ngôi chúa, nhưng trong nội bộ chúa Nguyễn có loạn quyền thần Trương Phúc Loan nên ông bị giam vào ngục và mất tại nhà riêng. Tuy mất sớm (32 tuổi): nhưng ông đã để lại đến 6 người con trai và 4 người con gái, trong đó có Nguyễn Phúc Ánh, tức Gia Long - vị hoàng đế đầu tiên của triều Nguyễn sau này.
Sau khi lên ngôi hoàng đế năm 1802, vua Gia Long tìm lại mộ phần của cha và xây dựng một ngôi miếu để thờ phụng. Theo sách sử triều Nguyễn, việc xây dựng được hoàn tất chỉ trong 4 tháng (tháng 4 năm 1804 đến tháng tháng 8 năm 1804) trên địa điểm của Thế miếu ngày nay, chính thức sử dụng từ tháng 3 năm 1805, ngôi miếu khi ấy có tên là Hoàng Khảo miếu (ngôi miếu dùng để thờ phụng vua cha).
Đến năm 1821, vua Minh Mạng cho dời Hoàng Khảo miếu lùi về phía sau địa điểm cũ 50m để sử dụng khu đất của Hoàng Khảo miếu xây Thế miếu. Công việc di dời diễn ra từ 23-3 đến 16-4, sau khi hoàn tất ông cho đổi tên khu miếu thành Hưng Tổ miếu.
Tháng 2 năm 1947, khu miếu bị đốt cháy cùng với Tử Cấm thành và nhiều cung điện khác trong đợt tiêu thổ kháng chiến của Việt Minh.
Năm 1950, Bảo Đại về Huế mua lại An Khánh vương từ, vốn là nơi thờ một người dòng dõi hoàng tộc là An Khánh vương Nguyễn Phúc Quang (con vua Gia Long) với giá 300.000 đồng (tiền lúc ấy) để xây dựng lại thành Hưng miếu mới. Năm 1951, một nhà thầu lúc bấy giờ có tên là Nguyễn Ngọc Bang được giao việc dời An Khánh vương từ về tái lập thành Hưng miếu mới.
Năm 1995, nó được trùng tu lại một lần nữa. Trong lần này, miếu được sơn son thiếp vàng.

## Kiến trúc

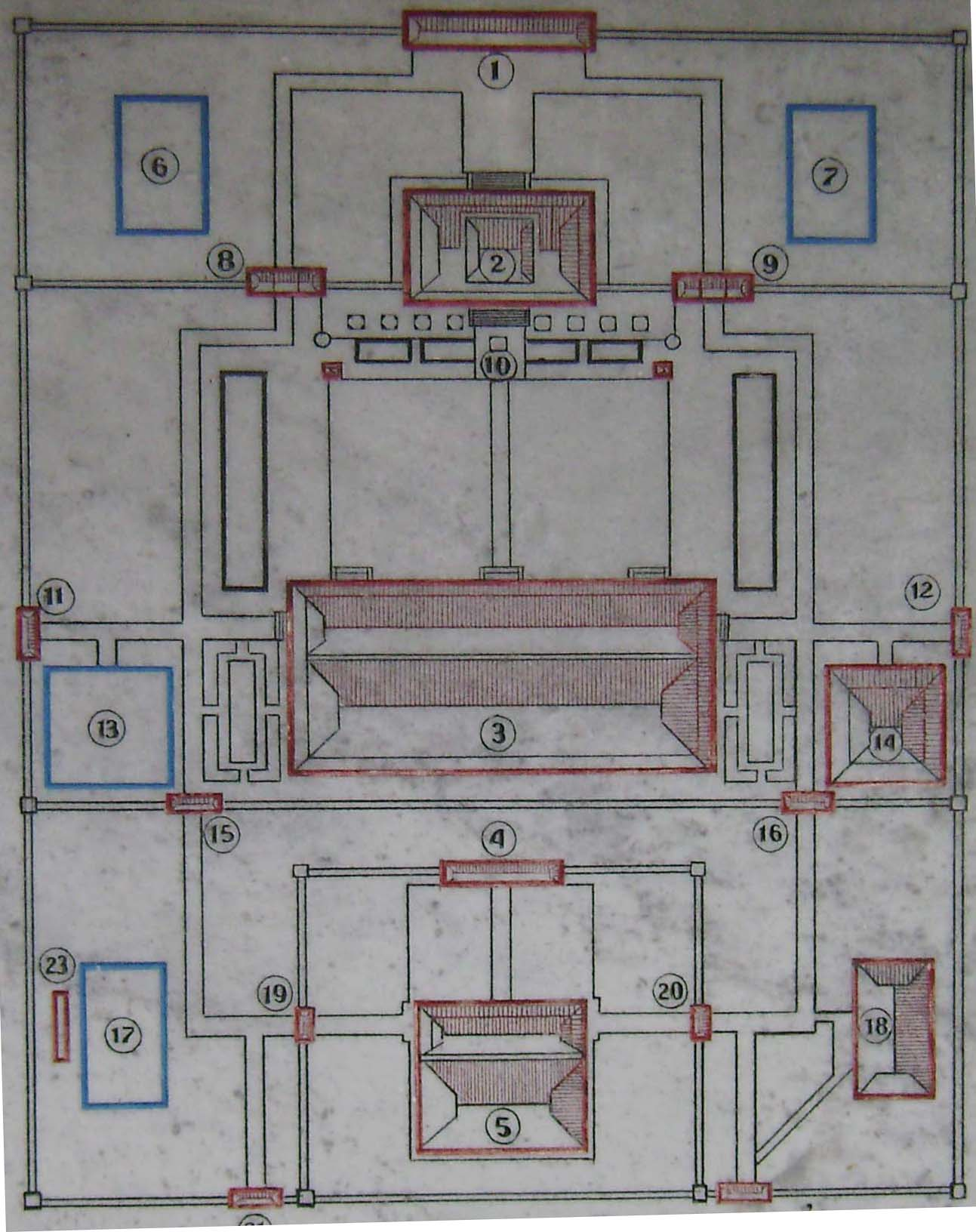
Sơ đồ khu vực các miếu thờ trong Hoàng thành Huế 1. Miếu môn 2. Hiển Lâm các 3. Thế Tổ miếu 4. Miếu môn 5. Hưng Tổ miếu 6. Tả Tùng tự 7. Hữu Tùng tự 8. Tuấn Liệt môn 9. Sùng Công môn 10. Cửu Đỉnh 11. Khải Dịch môn 12. Sùng Thành môn 13. Điện Canh Y 14. Thổ công từ 15. Hiển Hựu môn 16. Đốc Hựu môn 17. Thần Khố 18. Thần Trù 19. Chương Khánh môn 20. Dục Khánh môn 21. Trí Tường môn 22. Ứng Tường môn 23. Bia đá

Kiến trúc của Hưng miếu hiện tại có nền tảng từ An Khánh vương từ. Nhưng vì mặt bằng của Hưng miếu cũ nhỏ hơn An Khánh vương từ nên khi xây dựng người ta buộc phải dời hai hàng cột mỗi bên và cắt bớt một số mái ở cả hai bên.
Trên một mặt bằng gần như vuông: 19m x 19,20m người ta cấu trúc tòa nhà theo thức trùng diêm và trùng lương của các cung điện khác ở Huế. Miếu là một ngôi nhà kép chừng 400m² mái được lợp bằng ngói âm dương men vàng, nền cao 0,68 m bó bằng đá Thanh. Toàn bộ dàn trò (9 hàng cột tình từ trước đến dau và 8 hàng cột tính từ trái sang phải, kê chân trên đá tảng) cùng với các mảng trang trí đều được làm bằng gỗ quý: lim, sao, kền kền, huê mộc. Tất cả các kèo điều được trang rất tinh xảo, mặt dưới và mặt trên đều được trạm trổ hoa lá và hình ảnh có tác dụng làm các bộ phận gỗ trở nên nhẹ nhàng. Các cột trốn tuy nhỏ, nhưng hai đầu được đẽo vuốt vào rồi nở ra hình hoa sen, rất ăn khớp với nhau. Giữa 2 cột trốn của mồi vì kéo còn dựng thêm các khung gỗ được chạm lộng hình kỷ hà với kích cỡ khác nhau thay đổi theo từng tầng.
Hệ thống liên ba chia làm 4 tầng mỗi tầng phân khoảng thành các ô hộc được trang trí theo lối Nhất thi Nhất họa khắc nổi nhiều chủ đề: đôi sáo, đàn tỳ, pho sách.. đôi chỗ còn có cả cây kiếm và cây như ý.
Mặt dưới mặt tiền hạ doanh được trang trí một dải bản gỗ hình chữ U chai ra làm ô hộc với lối trang trí giống hệ thống nhất liên hạ.
Hai giang áp chót đối xứng nhau dưới trần thừa lưu, có hai bức đố bằng gỗ được chạm nổi, chạm lộng, chạm kênh bông ở cả hai mặt trong và ngoài, ở chính giữa mỗi mặt là hình ảnh nổi của một trong 8 bát bửu.
Đằng trước miếu có một hàng cột gồm sáu cái đứng trên mặt sân được xây bằng xi măng giả đá. Ở đầu cột chắp hình hoa sen đỡ lấy con-xơn (console).
Phần chính doanh gồm có 3 gian và 2 kép, tiền doanh có 5 gian và 2 chái đơn. Mặt trước của mỗi chái đơn mà mộ mảng tường xây được trang trí chữ "thọ" cách điệu, có tác dụng tăng tính chụi lực.
Sân trước Hưng miếu có hình chữ nhật (20m x 18,45m) được lát gạch bát tràng. Giữa sân là đường thần đạo lát bằng đá thanh, chạy từ bậc thềm ra đến miếu môn phía trước rộng 2,15m. Song song với hàng cột hiên là dãy các chậu sứ trồng cây cảnh mỗi chậu đặt trên đôn bằng đá gồm sáu cái. Bên phải sân có một cái lư dùng để đốt tờ sớ.
Bên phải trái trong khuôn viên Hưng miếu là nhà Thần Khố (nhà kho của thần) và bên phải là nhà Thần Trù (nhà bếp của thần).
Xung quanh tòa miếu có tường tường cao xây bằng gạch ngăn cách, tường hai bên miếu ở giữa tường trổ hai cửa: Dục Khánh môn, Chương Khánh môn. Đi qua cửa Dục Khánh là Thần Khố (nhà kho), qua cửa Chương Khánh là Thần Trù (nhà bếp). Phần tường phía sau miếu có hai cửa đối xứng nhau là Trí Tướng môn và Ứng Tường môn.
Bên trái khuôn viên hiện vẫn còn 2 bia đá: bia đá dựng năm 1804 khắc bài Ngự chế của Gia Long và bia đá dựng năm 1821 khắc bài Ngự chế của Minh Mạng nói lại lịch sử xây dựng Hưng miếu và Thế miếu.